# Kamýk
Kamýk (deutsch: Kamaik) ist eine Gemeinde in Tschechien, gelegen im Böhmischen Mittelgebirge im Okres Litoměřice.
Kamýk liegt etwa 5 km nordwestlich von Litoměřice, 11 km südlich von Ústí nad Labem und 59 km nordwestlich von Prag.

## Sehenswürdigkeiten
- Burg Kamýk, mittelalterliche Burgruine auf einem Basaltfelsen, das Wahrzeichen des Ortes
- Plešivec (Eisberg), Naturschutzgebiet
- Kapelle St. Johannes des Täufers in der Wüste (Sv. Jan Křititel), erbaut im Jahr 1660 am Fuß des Plešivec

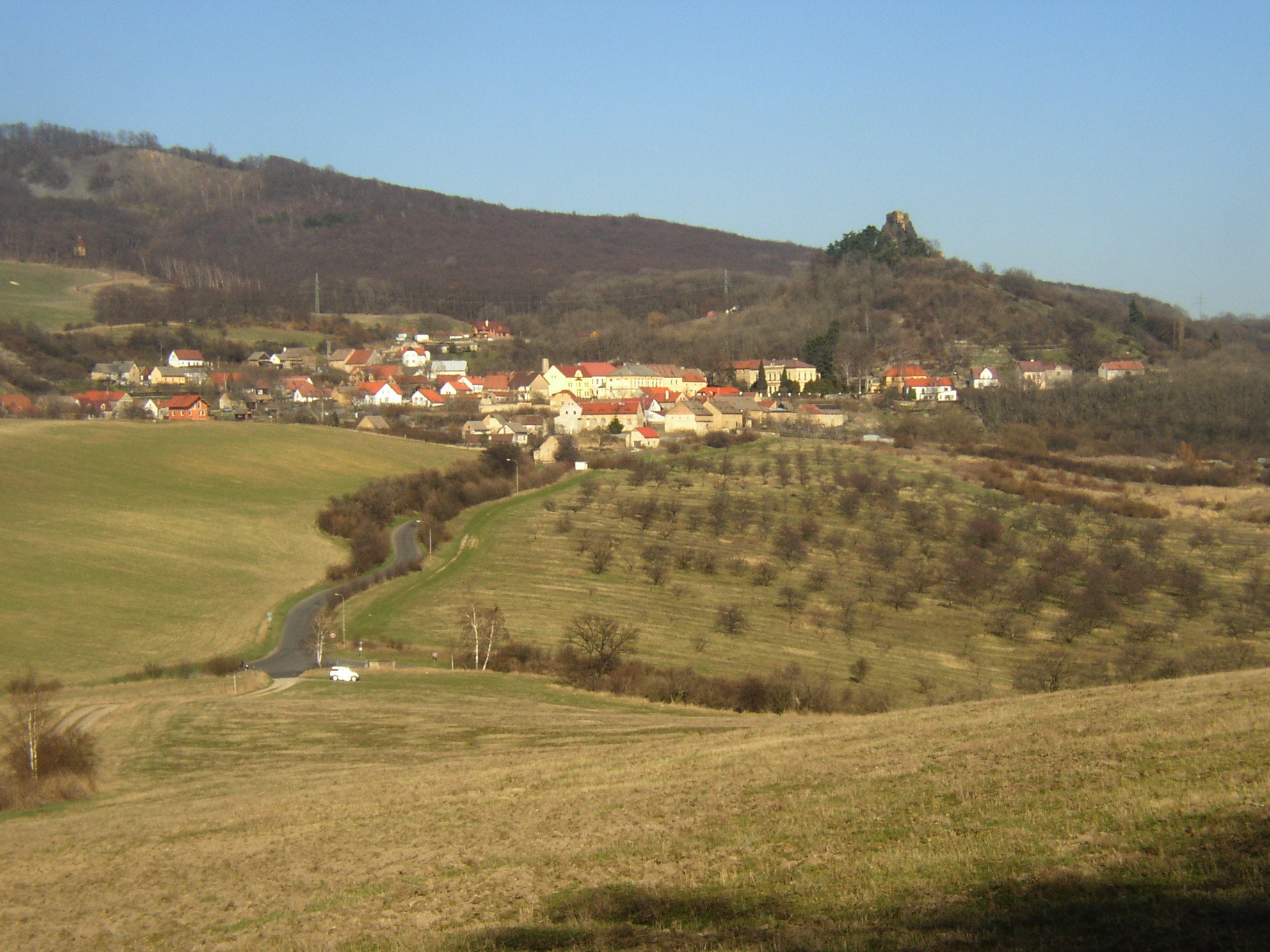
Dorf und Burg Kamýk